# 卡斯爾希爾 (緬因州)
卡斯爾希爾（英語：Castle Hill）是一個位於美國緬因州阿魯斯圖克縣的市鎮。

## 人口
根據2020年美國人口普查的數據，卡斯爾希爾的面積為93.63平方千米，當中陸地面積為92.44平方千米，而水域面積為1.19平方千米。當地共有人口373人，而人口密度為每平方千米4人。